# V502 Возничего
V502 Возничего (лат. V502 Aurigae) — одиночная переменная звезда в созвездии Возничего на расстоянии (вычисленном из значения параллакса) приблизительно 8679 световых лет (около 2661 парсека) от Солнца. Видимая звёздная величина звезды — от +12m до +11m.

## Характеристики
V502 Возничего — оранжевый гигант, пульсирующая медленная неправильная переменная звезда (LB:) спектрального класса K. Радиус — около 35,31 солнечных, светимость — около 207,201 солнечных. Эффективная температура — около 3686 K.